# Lancaster Gate
Pour la station de métro, voir Lancaster Gate (métro de Londres).
Lancaster Gate est un lieu-dit du quartier de Bayswater dans le centre de Londres.

## Histoire
C'est dans ce quartier que mourut le portraitiste James Sant le 12 juillet 1916. Né le 23 avril 1820 à Croydon dans le Surrey, il est mort à l'âge de 96 ans.

## Situation
Situé directement au nord des Kensington Gardens, il est desservi par la station de métro Lancaster Gate.
On y trouve un monument commémoratif, la Lancaster Gate Memorial Cross.